# 赤川就秀
赤川 就秀（あかがわ なりひで）は、戦国時代から安土桃山時代にかけての武将。毛利氏の家臣。

## 生涯
毛利氏譜代の重臣である赤川房信の三男として生まれる。長兄の房景が早世し、次兄の元光が討死したため、就秀が家督を相続した。
大永3年（1523年）7月15日に主君の毛利幸松丸が死去すると、毛利氏重臣達が協議して毛利元就を後継者とすることに決定し、7月25日に重臣15名が連署して元就に家督相続を要請した起請文に就秀も「赤川十郎左衛門尉就秀」と署名している。
毛利氏が大内氏から尼子氏に鞍替えした大永3年（1523年）に尼子氏への人質として月山富田城に送られる。しかし、大永5年（1525年）に毛利氏は尼子氏の傘下を離脱する事になり、就秀は同じく人質となっていた光永秀時らと共に出雲国から逃亡を図るも尼子軍の追撃を受け、就秀以外は逃亡に失敗して討死したが、就秀は辛くも帰還に成功したとされる。
大永7年（1527年）の細沢山合戦における槍働きにより、8月12日に元就から感状を与えられる。
享禄5年（1532年）7月13日の毛利氏家臣団32名が互いの利害調整を元就に要請した連署起請文では24番目に「赤川十郎左衛門尉就秀」と署名している。
天文9年（1540年）10月11日、吉田郡山城の戦いの局地戦の一つである青山の戦いにおいて、就秀の手勢が尼子兵を11人討ち取る武功を挙げ、翌10月12日に元就から感状を与えられた。
天文11年（1542年）の第一次月山富田城の戦いに従軍して、出雲国内の地理案内を務めた。また月山富田城の詳細を知る人物であったため、重宝された。
天文19年（1550年）7月12日から7月13日にかけて元就によって安芸井上氏が粛清された直後の7月20日に毛利氏家臣団238名が連署して毛利氏への忠誠を誓った起請文においては、12番目に「赤河筑前守就秀」と署名している。
天文24年（1555年）の厳島の戦いやその後から始まる防長経略にも従軍し、須々万沼城攻略戦にも参加し、大内軍と激しい戦いを繰り広げている。
永禄10年（1567年）3月7日に弟の赤川元保が元就の命により自刃し、同じく弟の赤川元久や、元久の子で元保の養子となった赤川又五郎らが誅殺されたため、同年11月29日に就秀の次男である赤川元之が赤川元保の後を継ぐことを元就と輝元から命じられた。
天正10年（1582年）には病で体調を崩したため、同年7月27日に毛利輝元は就秀の嫡男・元秀に書状を送り、就秀の体調を心配して油断無く養生するように命じると共に、元秀の嫡男の元房に伊予国への出陣を命じている。また、同年10月24日にも輝元は就秀の嫡男・元秀に書状を送り、就秀の体調を訪ねて油断無く治療するように命じると共に、元秀は就秀の養生のために残るのであれば元秀の嫡男・元房を是非出陣させるように命じ、委細は湯川元常から伝えることを伝えている。
文禄4年（1595年）に死去。家督は嫡男・元秀が継いだ。

## 系譜
- 父：赤川房信（?-?）
- 母：不詳
- 正室：井上元兼の娘（?-?）
  - 嫡男：赤川元秀（?-1592）
- 側室：亀井某の娘（?-?）
  - 三男：赤川安近（?-?）
  - 四男：赤川土佐入道（?-?）
- 母不明の子女
  - 次男：赤川元之（?-1613） - 就秀の弟・赤川元保の後を継ぐ。
  - 長女：児玉中務丞室（?-?）
  - 次女：小寺元武室（?-?）